# Список науково-фантастичних фільмів, знятих до 1920 року
Список науково-фантастичних фільмів, випущених до 1920-х років. Ці фільми включають основні елементи наукової фантастики і широко доступні з рецензіями авторитетних критиків або істориків кінематографа.

## Список
| 1895 |                             |                 |                                          |
| «Механічний м'ясник» (фр. «La Charcuterie mécanique»)                                                               | Брати Люм'єр                | Франція         | Короткометражний фільм                   |
| 1897 |                             |                 |                                          |
| «Ґуґусс і Автомат» (фр. «Gugusse et l'Automate»)                                                                    | Жорж Мельєс                 | Франція         | Короткометражний фільм, втрачений фільм  |
| «Рентгенівські проміні» (англ. «The X-Rays»)                                                                        | Джордж Альберт Сміт         | Велика Британія |                                          |
| 1898 |                             |                 |                                          |
| «Рентгенівські проміні» (фр. «Les rayons Röntgen»)                                                                  | Жорж Мельєс                 | Франція         | Втрачений фільм                          |
| 1902 |                             |                 |                                          |
| «Подорож на Місяць» (фр. «Le Voyage dans la Lune»)                                                                  | Жорж Мельєс                 | Франція         | Короткометражний фільм                   |
| 1907 |                             |                 |                                          |
| «Двісті миль під водою, або Кошмар рибалки» (фр. «Vingt Mille Lieues sous les mers»)                                | Жорж Мельєс                 | Франція         | Короткометражний фільм                   |
| «Сонячне затемнення та інші космічні події» (фр. «L'éclipse du soleil en pleine lune»)                              | Жорж Мельєс                 | Франція         |                                          |
| 1908 |                             |                 |                                          |
| «Електричний готель» (ісп. Hôtel électrique)                                                                        | Сеґундо де Чомон            | Іспанія         | Короткометражний фільм                   |
| 1909 |                             |                 |                                          |
| «Руйнівник дирижаблів» (англ. «The Airship Destroyer»)                                                              | Волтер Буф                  | Велика Британія | Короткометражний фільм                   |
| «Подорож на планету Юпітер» (ісп. «Viaje al planeta Júpiter»)                                                       | Сеґундо де Чомон            | Іспанія         | Короткометражний фільм                   |
| 1910 |                             |                 |                                          |
| «Франкенштейн» (англ. «Frankenstein»)                                                                               | Джеймс Серл Доулі           | Велика Британія | Короткометражний фільм                   |
| «Мандрівка до центру Землі» (ісп. «Viaje al centro de la tierra»)                                                   | Сеґундо де Чомон            | Іспанія         | Короткометражний фільм                   |
| 1911 |                             |                 |                                          |
| «Авіаційні анархісти» (англ. «The Aerial Anarchists»)                                                               | Волтер Буф                  | Велика Британія | Короткометражний фільм , втрачений фільм |
| «Маленький Моріц оточує Розалі» (фр. «Little Moritz enlève Rosalie»)                                                | Генрі Ґамбард               | Франція         | Короткометражний фільм                   |
| 1912 |                             |                 |                                          |
| «Завоювання полюсу» (фр. «À la conquête du Pôle»)                                                                   | Жорж Мельєс                 | Франція         | Короткометражний фільм                   |
| 1913 |                             |                 |                                          |
| «Америка — Європа на дирижаблі» (нім. «Amerika – Europa im Luftschiff»)                                             | Альфред Лінд                | Німеччина       |                                          |
| «Незвичайні пригоди Сатурніно Фарандоли» (італ. «Le avventure straordinarissime di Saturnino Farandola»)            | Марсель Перез               | Італія          |                                          |
| «Послання з Марса» (англ. «A Message from Mars»)                                                                    | Дж. Валлетт Воллер          | Велика Британія |                                          |
| 1915 |                             |                 |                                          |
| «Силач» (нім. «Der Kraftmeier»)                                                                                     | Ернст Любіч                 | Німеччина       |                                          |
| «Вільям Восс» (нім. «William Voss»)                                                                                 | Рудольф Мейнерт             | Німеччина       |                                          |
| 1916 |                             |                 |                                          |
| «20 000 л'є під морем» (англ. «20,000 Leagues Under the Sea»)                                                       | Стюарт Пейтон               | США             |                                          |
| «Гомункулус» (нім. «Homunculus»)                                                                                    | Отто Ріпперт                | Німеччина       | Кіносеріал                               |
| «Казки Гофмана» (нім. «Hoffmanns Erzählungen»)                                                                      | Ріхард Освальд              | Німеччина       |                                          |
| «Бій титанів» (нім. «Titanenkampf»)                                                                                 | Джозеф Дельмонт             | Німеччина       |                                          |
| «Кінець світу» (дан. «Verdens Undergang»)                                                                           | Аугуст Блом                 | Данія           | [ 7 ]                                    |
| 1917 |                             |                 |                                          |
| «Мандрівка на Марс» (дан. «Himmelskibet»)                                                                           | Голґер-Медсен               | Данія           |                                          |
| 1918 |                             |                 |                                          |
| «Мандрагора» (малаг. «Alraune»)                                                                                     | Майкл Кертіс, Едмунд Фрітц  | Угорщина        |                                          |
| «Мандрагора, дочка ката, яку називають Красною Ганною» (нім. «Alraune, die Henkerstochter, genannt die rote Hanne») | Джено Іллес, Джозеф Клайн   | Німеччина       |                                          |
| «Майстер секретів» (англ. «The Master Mystery»)                                                                     | Бартон Кінг                 | США             | Кіносеріал                               |
| «Зоряний принц» (англ. «The Star Prince»)                                                                           | Мейдлайн Брендейс           | США             |                                          |
| 1919 |                             |                 |                                          |
| «Ковчег» (нім. «Die Arche»)                                                                                         | Ріхард Освальд              | Німеччина       |                                          |
| «Перші люди на Місяці» (англ. «The First Men in the Moon»)                                                          | Брюс Ґордон, Дж. Л. В. Лейг | Велика Британія |                                          |
| «Господарка світу» (нім. «Die Herrin der Welt»)                                                                     | Джое Май                    | Німеччина       |                                          |